# Осиповка (Крым)
Осиповка (укр. Осіповка) — исчезнувшее село в Советском районе Республики Крым (согласно административно-территориальному делению Украины — Автономной Республики Крым). включённое в состав Георгиевки. Располагалось на востоке района, на правом берегу реки Мокрый Индол, у южной окраины Георгиевки.

## История
Впервые в исторических документах селение упоминается в Списке населённых пунктов Крымской АССР по Всесоюзной переписи 17 декабря 1926 года, согласно которому в селе Осиповка, Ак-Кобекского сельсовета Феодосийского района, числилось 2 двора, все крестьянские, население составляло 11 человек, все русские. Постановлением ВЦИК «О реорганизации сети районов Крымской АССР» от 30 октября 1930 года был создан Сейтлерский район (по другим сведениям 15 сентября 1931 года) и село передали в его состав, а с образованием в 1935 году Ичкинского — в состав нового района.
После освобождения Крыма от фашистов, 12 августа 1944 года было принято постановление № ГОКО-6372с «О переселении колхозников в районы Крыма» и в сентябре 1944 года в район приехали первые новоселы (180 семей) из Тамбовской области, а в начале 1950-х годов последовала вторая волна переселенцев из различных областей Украины. С 25 июня 1946 года Осиповка в составе Крымской области РСФСР. 26 апреля 1954 года Крымская область была передана из состава РСФСР в состав УССР. Время включения в Ильичёвский сельсовет пока не установлено: на 15 июня 1960 года село уже числилось в его составе. Присоединено к Георгиевке к 1968 году (согласно справочнику «Крымская область. Административно-территориальное деление на 1 января 1968 года» — в период с 1954 по 1968 год как село Ильичёвского сельсовета).